# Folke Birgersson
Folke Birgersson Jarl, (tué lors de la  Bataille de Gestilren le 17 juillet ou le 18 juillet 1210), était un Jarl suédois, sous les règnes des rois Sverker II de Suède et Erik Knutsson.

## Éléments de biographie
Folke jarl succède dans la fonction de « Jarl des Svear et des Götar », à Knut Birgersson. Il était probablement, mais sans certitude, lui aussi, l’un des fils du comte Birger Brosa.  L'identification est basée sur les indications citées par Sten Karlsson, qui sont corroborées par Hans Gillingstam 
La critique de cette hypothèse  repose sur l' Heimskringla de Snorri Sturluson qui mentionne bien quatre fils de Birger Brosa: Filip Jarl, Knut Jarl, Folke et Magnus, mais qui n'attribue par à  Folke sa qualité de Jarl , contrairement aux deux frères plus âgés. Il semble donc étrange que Snorri n’ait pas noté le titre d'un  grand personnage suédois successeur de Birger Brosa, et particulier si Folke jarl était le fils de Brigide Haraldsdotter de Norvège.
Après avoir été le Jarl du roi Sverker Karlsson, Folke est tué en combattant avec le parti du roi Erik Knutsson lors de la bataille de Gestilren le 17 ou le 18 juillet 1210. Son fils Sune enlève et épouse plus tard la fille du roi Sverker,  Hélène Sverkersdotter.

## Armoiries
- Bouclier: en bleu une étoile rouge à huit branches recouverte d'un dragon jaune [5]
- Casque: Tête de dragon couronnée en croissance avec cou (en or?).